# Run Ukraine Running League
Бігова Ліга Run Ukraine Running League — це серія масових бігових заходів в Україні, що відбуваються впродовж календарного року у різних містах України. Учасники бігових заходів можуть взяти участь у забігах на різні дистанції, від 4,2 до 42,195 км (до 2019 року – від 5 км до 42,195 км) та накопичувати бали за результатами змагань. За підсумками сезону серед жінок та чоловіків визначаються переможці, які здобули найбільше балів. 
Програма розрахована на любителів бігу різного рівня підготовки. Професійні спортсмени та елітні бігуни не потрапляють до рейтингів Run Ukraine Running League.
Перша бігова серія Run Ukraine Running League відбулась у 2016 році, до її складу увійшло п'ять заходів у чотирьох містах України: Київський півмарафон, Дніпровський півмарафон, Одеський півмарафон, Київський марафон та Львівський півмарафон. Відтоді вона відбувається регулярно, а кількість стартів у рамках Ліги коливається від 5 до 7 в сезоні.
Організатор ліги — компанія Run Ukraine.

## Правила Бігової Ліги Run Ukraine Running League
Бігова Ліга Run Ukraine Running League розрахована на бігунів-любителів. Беручи участь у заходах Бігової Ліги, вони накопичують бали, залежно від дистанції, яку вони долають, свого результату серед інших атлетів та часу, який знадобився їм для подолання дистанції. До рейтингу Run Ukraine Running League включаються усі бігуни любителі, які взяли участь хоча б у одному забігу Бігової Ліги на дистанціях 4,2 км (до 2019 року – 5 км), 10 км, 21,0975 км або 42,195 км упродовж календарного року.
У рейтингу не беруть участі професійні спортсмени та елітні атлети. Також до рейтингу не зараховуються результати, кращі, ніж зазначені в таблиці ліміти часу подолання дистанції:
|          | 4,2 км | 10 км | 21,0975 км | 42,195 км |
| -------- | ------ | ----- | ---------- | --------- |
| чоловіки | 13:00  | 34:00 | 1:12:00    | 2:42:00   |
| жінки    | 16:00  | 38:00 | 1:20:00    | 3:00:00   |

Загальний рейтинг спортсмена визначається кількістю набраних балів за підсумками усіх заходів Ліги. За підсумками сезону визначаються та нагороджуються переможці в абсолюті серед чоловіків та жінок.
З 2017 року окремо нагороджуються бігуни – представники близько 40 різних професій, які посідають перші місця у своїх професійних категоріях.
З сезону 2019 року також визначаються переможці в рейтингу бігунів віком 18-22 років. Окрім цього, з 2019 року будуть нагороджуватися команди, які наберуть найбільшу кількість балів.

## Сезон Run Ukraine Running League 2016
У 2016 році до серії Run Ukraine Running League увійшли 5 забігів у 4 містах України:
- 17.04.2016 — 6th Nova Poshta Kyiv Half Marathon[2]
- 22.05.2016 — 1st Interpipe Dnipro Half Marathon[3]
- 26.06.2016 — 1st Odesa Half Marathon[4]
- 09.10.2016 — 7th Wizz Air Kyiv City Marathon[5]
- 06.11.2016 — 1st Lviv Half Marathon[6]

Переможцями Run Ukraine Running League 2016 стали: Олена Федорова (1992 р. н) серед жінок та Олександр Мозговий (1975 р. н.) серед чоловіків. Переможці Ліги отримали головний приз від Run Ukraine — участь у міжнародному французькому марафоні The Schneider Electric Marathon de Paris 2017.

## Сезон Run Ukraine Running League 2017
У 2017 році до серії Run Ukraine Running League увійшли 5 забігів у 4 містах України:
- 09.04.2017 – 7th Nova Poshta Kyiv Half Marathon
- 28.05.2017 – 2rd Interpipe Dnipro Half Marathon
- 25.06.2017 – 2rd ArcelorMittal Odesa Half Marathon
- 08.10.2017 – 8th Wizz Air Kyiv City Marathon
- 29.10.2017 – 2rd Grand Prix Lviv Half Marathon

Переможцями Run Ukraine Running League 2017 стали: Надія Воронченко серед жінок та Олег Якимчук серед чоловіків. Переможців Ліги було нагороджено участю у міжнародному марафоні у Празі Volkswagen Prague Marathon 2018.
У 2017 році вперше почали нагороджувати бігунів – представників різних професій, які займали перші місця у професійних категоріях. Як пояснювали організатори, це робиться для того, щоб "створити мотивацію займатися спортом для всіх: від домогосподарок до власників бізнесу".
У липні 2017 року Київський півмарафон Nova Poshta Kyiv Half Marathon отримав престижний статус IAAF Bronze Label, і став першим забігом в Україні з таким статусом.

## Сезон Run Ukraine Running League 2018
У 2018 році до серії Run Ukraine Running League увійшли 7 забігів у 5 містах України:
- 22.04.2018 – 8th Nova Poshta Kyiv Half Marathon
- 20.05.2018 – 3th Interpipe Dnipro Half Marathon
- 10.06.2018 – 3th Molokiya Lviv Half Marathon
- 26.08.2018 – 3th Odesa Half Marathon
- 09.09.2018 – Intersport Run UA
- 07.10.2018 – 9th Wizz Air Kyiv City Marathon
- 28.10.2018 – 2nd Zaporizhstal Half Marathon

У 2018 році до Бігової Ліги приєдналися два забіги: Intersport Run UA (м. Київ) та Zaporizhstal Half Marathon (м. Запоріжжя). Таким чином була розширена географія Бігової Ліги.
За підсумками сезону переможцями Бігової ліги стали Ольга Яроцька та Ігор Чорнуха. Переможців було нагороджено участю у міжнародному марафоні у Римі ACEA Maratona di Roma 2019.

## Сезон Run Ukraine Running League 2019
У 2019 році до серії Run Ukraine Running League увійшли 6 забігів у 5 містах України:
- 07.04.2019 – 9th Nova Poshta Kyiv Half Marathon
- 26.05.2019 – 4th Interpipe Dnipro Half Marathon
- 09.06.2019 – 4th Lviv Half Marathon
- 15.09.2019 – 4th Odesa Half Marathon
- 06.10.2019 – 10th Wizz Air Kyiv City Marathon
- 20.10.2019 – 3rd Zaporizhstal Half Marathon

У 2019 році Київський міжнародний марафон Wizz Air Kyiv City Marathon став кваліфікаційним забігом у глобальному рейтингу мейджор-марафонів світу Abbott World Marathon Majors (AbbottWMM) Wanda Age Group World Rankings. Результати усіх бігунів 40+ будуть враховані у глобальному рейтингу другого кваліфікаційного періоду, що пройде з 30 вересня 2019 року до 11 жовтня 2020 року. А найшвидші бігуни матимуть можливість взяти участь у чемпіонаті світу AbbottWMM Wanda Age Group World Championship навесні 2021 року.
За підсумками сезону Run Ukraine Running League, абсолютні переможці серед жінок та чоловіків отримають винагороду у 20 000 грн. Ними стали Надія Воронченко, переможниця Run Ukraine Running League 2017 року, та Андрій Лапко.
Окрім цього, нагородять команди-переможці у двох командних заліках (команди та естафети). Кожна команда отримає приз у розмірі 10 000 грн.
З 2019 року у Біговій Лізі також визначають переможців у віковій категорії 18-22 роки серед жінок та чоловіків, які отримають пам'ятні призи.